# Ojo por ojo (película de 1996)
Eye for an Eye (Ojo por ojo en español) es una película dirigida por John Schlesinger y protagonizada por Sally Field, Kiefer Sutherland, Ed Harris, Beverly D'Angelo, Joe Mantegna y Cynthia Rothrock. La historia fue adaptada de la novela de Erika Holzer del mismo nombre. La película se estrenó el 12 de enero de 1996.
La película fue re-hecha en India como Dushman protagonizada por Kajol.

## Trama
Karen McCann (Sally Field) es una mujer felizmente casada con Mack (Ed Harris) y tiene dos hijas: Julie (Olivia Burnette), de diecisiete años, nacida de su primer matrimonio, y Megan (Alexandra Kyle), de seis años. Karen vive en una bonita casa en Santa Mónica (California) y trabaja en un museo.
Sin embargo, el mundo de Karen se viene abajo cuando Julie es violada y asesinada durante los preparativos de la fiesta de cumpleaños de Megan. Karen oye todo lo sucedido por su teléfono móvil, ya que la agresión se produce cuando está hablando con su hija. El Sargento Detective Joe Denillo (Joe Mantegna) le asegura a Karen que hay suficientes pruebas de ADN para atrapar al culpable. Asimismo, le aconseja a ella y a su marido que vayan a terapia.
En el grupo de terapia, Karen y Mack conocen gente en circunstancias similares, incluidos Albert y Regina Gratz (William Mesnik y Rondi Reed) y Sidney Hughes (Philip Baker Hall). Durante la reunión, Karen oye a Albert hablar con Sidney de algo que alarma a Regina.
Al día siguiente, Denillo informa a Karen de que las pruebas de ADN señalan como culpable a Robert Doob (Kiefer Sutherland), un repartidor con antecedentes penales. En el juicio queda claro que Doob es culpable, pero debido a un tecnicismo (se le prometió a la defensa una muestra de ADN del acusado para llevar a cabo sus propias pruebas, pero nunca la recibió), el juez sobresee el caso. Karen y Mack se quedan atónitos cuando ven a Doob en libertad.
Mack está desesperado por volver a la normalidad, pero Karen no puede dejar de pensar en Doob, y empieza a seguir sus movimientos tras descubrir dónde vive. Al verle orinando en el jardín de una clienta después de entregarle un paquete, la mujer va a hablar con Denillo, pero él replica que eso no es una prueba de sus futuras intenciones. Karen también intenta advertir a la clienta y a su novio del peligro, pero la joven solo habla español y no la entiende; su novio, que sí entiende lo que dice, cree que Karen los está amenazando y la echa.
Posteriormente, Karen descubre que el asesino del hijo de un miembro de su grupo de apoyo ha muerto a manos de un tirador en coche pocos días después de salir de la cárcel. Angel (Charlayne Woodard), una joven que también está en el grupo de terapia, le dice a Karen que la mejor forma de superar el dolor es concentrarse en cuidar a su otra hija; la mujer se da cuenta entonces de que se ha obsesionado tanto con el asesino de su hija mayor, que se ha olvidado de Megan. Mientras tanto, Doob ha ido al colegio de Megan y entablado conversación con la niña durante el recreo. Cuando Karen va a buscar a su hija, Doob (que sabe que Karen lo sigue) la intimida deliberadamente.
Preocupada por la seguridad de Megan, Karen recuerda lo sucedido con el asesino del hijo de Albert y Regina y va a hablar con Sidney, que admite haber matado al asesino con la ayuda de Martin, otro miembro del grupo. Karen exige la ayuda de ambos y ellos aceptan buscarle un arma, entrenarla y planear el asesinato, pero también le advierten de que debe ser ella quien lo lleve a cabo. 
Karen acepta el trato y al mismo tiempo empieza a asistir a clases de defensa personal, lo que le da más seguridad en sí misma, la ayuda a retomar su vida sexual con Mack y a mejorar su relación con Megan. Finalmente, Sidney le entrega una pistola a Karen, aunque Martin duda de que sea capaz de matar.
Al día siguiente, Angel le revela a Karen que en realidad es una agente del FBI infiltrada para descubrir actividades de ajustes de cuentas. Angel advierte a Karen de que no mate a Doob, pues de hacerlo pasaría el resto de su vida en prisión. Conmovida por sus palabras, Karen llama a Sidney para decirle que no puede seguir con el plan, pero enseguida cambia de idea cuando se entera de que la joven latina a la que intentó poner en guardia ha sido violada y asesinada igual que Julie y que Doob ha vuelto a salir en libertad gracias a otro tecnicismo.
Tras enviar a Mack y a Megan lejos, Karen le tiende una trampa a Doob para atraerlo hasta su casa y así alegar que lo mató en defensa propia. Después de un arduo forcejeo, finalmente Karen logra matar a Doob y llama a la policía. Denillo llega y le dice a Karen que sabe la verdad y que no ha conseguido engañarlo, a lo que ella replica "Demuéstrelo". Ante su actitud, Denillo decide contarle a su compañero que fue un "caso evidente de defensa propia". Poco después, llega Mack (que sabe lo que ha pasado en realidad), se siente junto a Karen y la toma de la mano.

## Elenco
- Sally Field como Karen McCann.
- Ed Harris como Mack McCann.
- Kiefer Sutherland como Robert Doob.
- Joe Mantegna como Det. Joe Denillo
- Paul McCrane como Neil Cole.
- Beverly D'Angelo como Dolly Green.
- Olivia Burnette como Julie McCann.
- Alexandra Kyle como Megan McCann.
- Darrell Larson como Peter Green.
- Charlayne Woodard como Angel Kosinsky.
- Philip Baker Hall como Sidney Hughes.
- Keith David como Martin Kosinsky.
- Donal Logue como Tony.
- Armin Shimerman como Juez Arthur Younger.
- Nicholas Cascone como Howard Bolinger.
- Ross Bagley como Sean Kosinsky.
- Cynthia Rothrock como Tina.

## Recepción
La película fue criticada por su retrato positivo de la eliminación de un violador.